# بيتر جونسون (سياسي)
بيتر جونسون (بالإنجليزية: Peter Johnson)‏ هو سياسي أسترالي، ولد في 27 أغسطس 1943 بسيدني في أستراليا. حزبياً، نشط في الحزب الليبرالي الأسترالي. وقد انتخب عضو مجلس النواب الأسترالي عن دائرة Division of Brisbane ‏ (13 ديسمبر 1975 – 18 أكتوبر 1980).